# براندان فيلان
براندان فيلان (بالإنجليزية: Brendan Phelan)‏ هو كاتب أغاني أيرلندي، ولد في 1946.

## وصلات خارجية
- براندان فيلان على موقع ميوزك برينز (الإنجليزية)
- براندان فيلان على موقع ديسكوغز (الإنجليزية)